# Hyundai Tucson
La Hyundai Tucson è un'autovettura di tipo Sport Utility Vehicle compatto prodotta dalla casa automobilistica sudcoreana Hyundai Motor Company dal 2004 al 2009. Sostituito dal modello ix35, è stato commercializzato sul mercato giapponese sotto la denominazione Hyundai JM (Joyful Mover).

## Il contesto
Costruito sul pianale della terza serie di Hyundai Elantra il Tucson è stato progettato dalla Hyundai per entrare nel segmento dei Suv compatti. Lungo poco più di 4,30 metri il telaio rispetto all'Elantra viene rivisto nella geometria delle sospensioni opportunamente modificate per adattarsi ad uno stile di guida dedicato al fuoristrada; all'avantreno dispone dei MacPherson mentre al retrotreno uno schema a doppio braccio (Bi-link) garantisce un comfort notevole e una maggiore tenuta di strada.

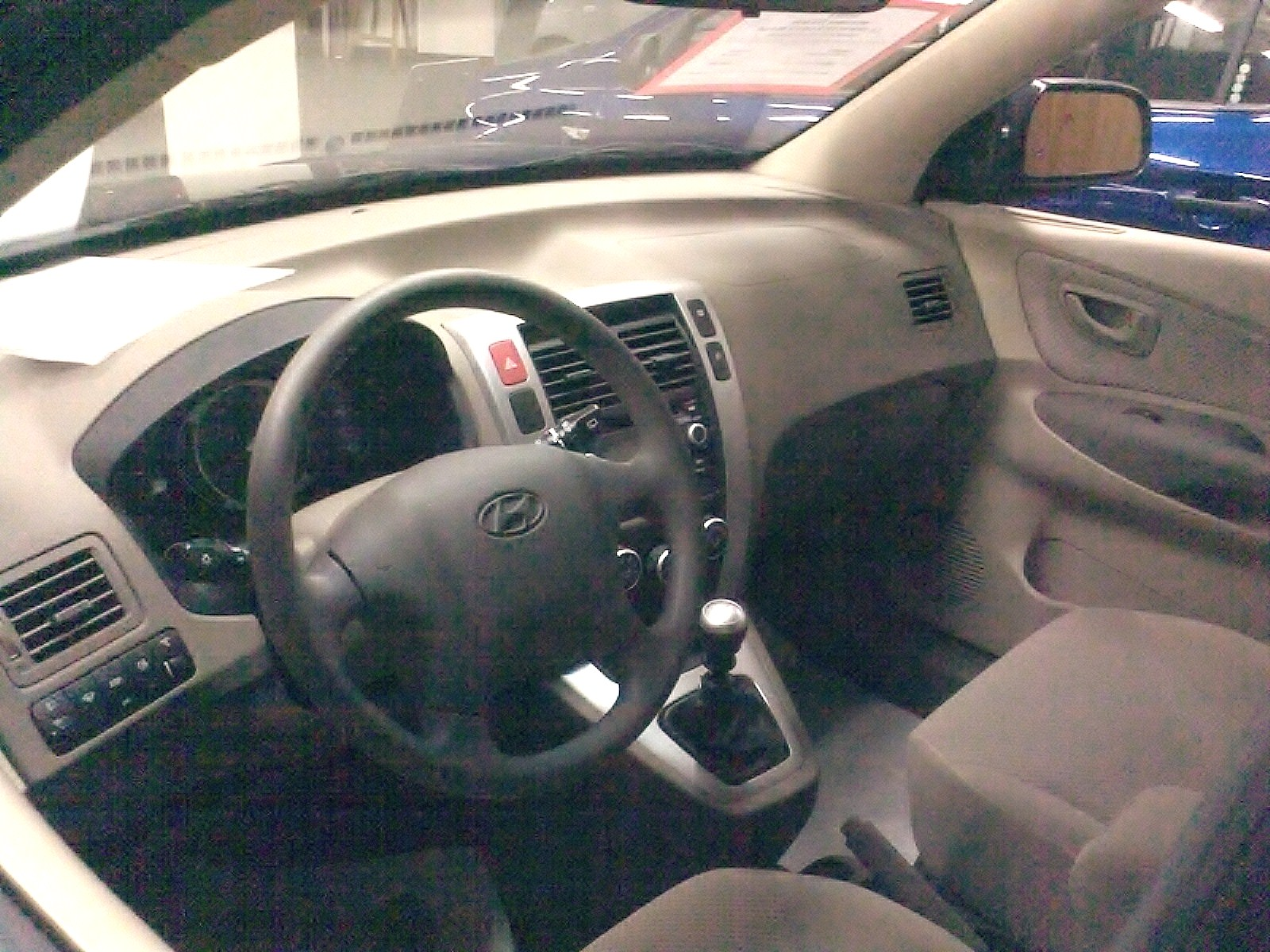
Gli interni di una versione Active

Tramite un differenziale centrale la trazione anteriore viene disinserita manualmente per passare all'integrale. Disponibile per alcuni mercati asiatici e americani anche la sola trazione anteriore con assetto ribassato.
La linea segue lo stile inaugurato dal Santa Fe, un design semplice e moderno che ha contribuito al successo sia in Asia che in America e persino in Europa. In Italia il Tucson è stato il Suv più venduto nell'anno 2005 mentre in Canada è stata eletta Auto dell'anno 2005 nella categoria Miglior nuovo Crossover. Gli interni invece sono stati accusati di possedere un andamento fin troppo semplice e non molto moderno, le plastiche e gli assemblaggi seguono gli standard americani senza inutili originalità ma con rifiniture imprecise e qualità solo modesta.
Il nome Tucson segue il filone di denominazioni riprese dalle città americane introdotto dalla sorella Santa Fe (e ripreso anche dalla Veracuz) riservato ai Suv di casa Hyundai.
Il bagagliaio possiede un volume minimo pari a 325 litri che salgono fino a 1.375 reclinando il divano posteriore. La sicurezza automobilistica viene garantita dalla presenza degli airbag frontali, laterali e per la testa, controllo elettronico della stabilità e della trazione, fendinebbia e sensori posteriori di parcheggio a cui si aggiungono tra le dotazioni di serie anche l'autoradio CD e MP3, i cerchi in lega, le barre portapacchi al tetto e i vetri posteriori oscurati. In Italia la Tucson viene proposta in due allestimenti (Active e Dynamic) sia a trazione anteriore che integrale.
Nel 2006 è stato introdotto il turbodiesel 2.0 CRDi 16V dotato di turbina a geometria variabile (VGT) e di 140 cavalli di potenza massima che sostituisce la precedente unità da 112 cavalli. Il nuovo motore realizzato in collaborazione con la VM Motori viene prodotto su licenza dalla Hyundai in Corea. Dotato di filtro antiparticolato è capace di percorrenze pari a 14,1 km/l con il cambio manuale a 6 rapporti e di 12,5 km/l con la trasmissione automatica sequenziale H-Matic.
Nel 2007 sono state introdotte le versioni a trazione anteriore anche in Italia. Disponibili solo con le motorizzazioni 2,0 litri sia benzina che diesel sono caratterizzate da consumi ed emissioni di anidride carbonica sensibilmente minori. Nel 2008 è stata introdotta la Tucson Bluedrive GPL dotata di motore 2.0 β CVVT 16V capace di funzionare sia alimentato a benzina che a GPL.
Nel 2009 la Hyundai Motor ha presentato un leggero aggiornamento estetico per gli esemplari destinati al Nord America. Nuovi fari anteriori imbruniti e sospensioni anteriori irrigidite per affrontare al meglio lo sconnesso. In Europa l'unica novità è stato il motore diesel 2.0 CRDI VGT potenziato a 150 cavalli. Nello stesso anno la Tucson esce di scena nel mercato europeo, per lasciare lo scettro alla ix35, che prosegue il nuovo family feeling della casa coreana con nome formato da prefisso "I" con il numero che contraddistingue il modello.

## Tucson F-CEV concept

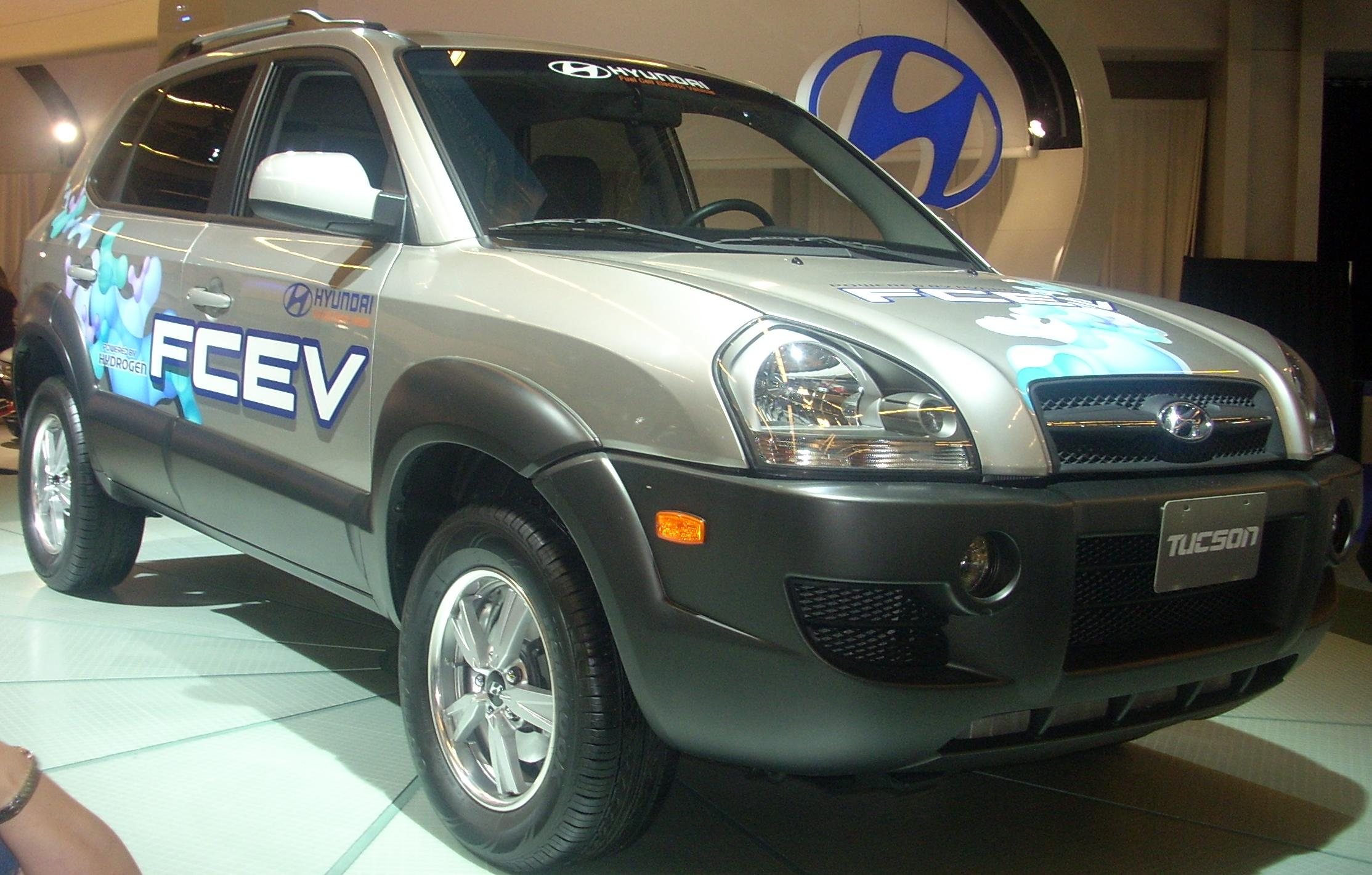
La Hyundai Tucson F-CEV concept car

Presentato al Salone dell'automobile di Los Angeles nel 2005 e nuovamente riproposto all'edizione 2008 il Tucson F-CEV è un prototipo a celle a combustibile che brucia l'idrogeno. Rispetto al Santa Fe F-CEV esposto alcuni anni prima è stato migliorato nella meccanica e sono stati eliminati i difetti legati all'avvio del motore alle basse temperature (il Tucson secondo la casa è stato collaudato fino a -20 °C). La velocità massima è pari a 150 km/h mentre l'autonomia è di 300 km nel ciclo combinato.

## Motorizzazioni
La Tucson in Europa è disponibile con una gamma di motorizzazioni composta da due propulsori a benzina e un turbodiesel common rail. Il 2.0 benzina facente parte della famiglia motoristica Hyundai β Beta capace di 141 cavalli, dotato della fasatura variabile delle valvole (CVVT) e abbinato ad un cambio manuale a 5 rapporti ed è disponibile anche alimentato a GPL. Il 2.7 V6 benzina δ Delta dispone di 175 cavalli ed è abbinato al cambio automatico H-Matic a 4 rapporti con modalità sequenziale.
Tra i diesel il 2.0 CRDI inizialmente è stato proposto nella versione da 112 cavalli con cambio manuale a 5 rapporti. Dal 2006 è stato potenziato a 140 cavalli tramite l'introduzione di una turbina a geometria variabile VGT e dal 2009 la potenza è stata portata a 150 cavalli. Il cambio per le ultime versioni è stato il manuale a 6 rapporti oppure tra gli optional l'automatico H-Matic a 4 rapporti.
| Modello                       | Disponibilità       | Motore                           | Cilindrata cm³ | Potenza          | Coppia massima          | Emissioni CO2 (g/Km) | 0–100 km/h (secondi) | Velocità max (Km/h) | Consumo medio (km/l) |
| 2.0 CVVT 16V 2WD              | dal 2007            | 4 cilindri in linea, Benzina     | 1.975          | 104 kW (141 CV)  | 184 N·m @4.500 giri/min | 190                  | 10,4                 | 180                 | 12,5                 |
| 2.0 CVVT BlueDrive 16V 2WD    | dal 2008            | 4 cilindri in linea, Benzina-GPL | 1.975          | 104 kW (141 CV)  | 184 N·m @4.500 giri/min | 190                  | 10,4                 | 180                 | 12,5                 |
| 2.0 CVVT 16V 4WD              | dal debutto         | 4 cilindri in linea, Benzina     | 1.975          | 104 kW (141 CV)  | 184 N·m @4.500 giri/min | 194                  | 11,3                 | 174                 | 12,2                 |
| 2.0 CVVT Bluedrive 16V 4WD    | dal 2008            | 4 cilindri in linea, Benzina-GPL | 1.975          | 104 kW (141 CV)  | 184 N·m @4.500 giri/min | 194                  | 11,3                 | 174                 | 12,2                 |
| 2.7 V6 24V 4WD auto           | dal debutto         | 6 cilindri a V, Benzina          | 2.659          | 129 kW (175 CV)  | 241 N·m @4.000 giri/min | 237                  | 10,5                 | 180                 | 10,0                 |
| 2.0 CRDI 16V 4WD 112          | dal debutto al 2006 | 4 cilindri in linea, Diesel      | 1.991          | 83,5 kW (112 CV) | 245 N·m @2.000 giri/min | 187                  | 13,8                 | 168                 | 14,0                 |
| 2.0 CRDI VGT 16V 2WD 140      | dal 2007 al 2009    | 4 cilindri in linea, Diesel      | 1.991          | 103 kW (140 CV)  | 305 N·m @2.000 giri/min | 184                  | 11,0                 | 178                 | 14,3                 |
| 2.0 CRDI VGT 16V 2WD 140 auto | dal 2007 al 2009    | 4 cilindri in linea, Diesel      | 1.991          | 103 kW (140 CV)  | 305 N·m @2.000 giri/min | 210                  | 12,8                 | 175                 | 12,5                 |
| 2.0 CRDI VGT 16V 4WD 140      | dal 2006 al 2009    | 4 cilindri in linea, Diesel      | 1.991          | 103 kW (140 CV)  | 305 N·m @2.000 giri/min | 187                  | 12,0                 | 177                 | 14,0                 |
| 2.0 CRDI VGT 16V 2WD 150      | dal 2009            | 4 cilindri in linea, Diesel      | 1.991          | 110 kW (150 CV)  | 305 N·m @2.000 giri/min | 184                  | 11,0                 | 186                 | 14,3                 |
| 2.0 CRDI VGT 16V 2WD 150 auto | dal 2009            | 4 cilindri in linea, Diesel      | 1.991          | 110 kW (150 CV)  | 305 N·m @2.000 giri/min | 210                  | 12,8                 | 182                 | 12,5                 |
| 2.0 CRDI VGT 16V 4WD 150      | dal 2009            | 4 cilindri in linea, Diesel      | 1.991          | 110 kW (150 CV)  | 305 N·m @2.000 giri/min | 187                  | 12,0                 | 185                 | 14,0                 |

## Terza generazione
Dopo che la seconda generazione era stata commercializzata in gran parte del mondo col nome di Hyundai ix35, il 17 febbraio 2015 sono stati resi pubblici i primi dettagli sulla successiva generazione di Tucson, prima del debutto ufficiale al salone dell'automobile di Ginevra il 3 marzo. Il nuovo modello è stato commercializzato nella seconda metà del 2015, e per la prima volta usa il nome Tucson in tutti i mercati in cui viene venduta.